# Janine Gutierrez
Janine Marie Elizabeth de Leon Gutierrez (Ciudad Quezón, 2 de octubre de 1989) es una actriz, cantante, presentadora y modelo filipina.

## Biografía
De familia de actores, sus abuelos paternos son Pilita Corrales y Eddie Gutiérrez.
Tras realizar estudios europeos en la Universidad Ateneo de Manila, ha trabajado para las cadenas de televisión GMA Network y ABS-CBN.